# Olios pacifer
Olios pacifer är en spindelart som beskrevs av Roger de Lessert 1921. Olios pacifer ingår i släktet Olios och familjen jättekrabbspindlar. Inga underarter finns listade i Catalogue of Life.